# Nicolosi
Nicolosi település Olaszországban, Szicília régióban, Catania megyében. Lakosainak száma 7594 fő (2023. január 1.). Nicolosi Adrano, Belpasso, Biancavilla, Castiglione di Sicilia, Mascalucia, Pedara, Randazzo, Sant’Alfio, Zafferana Etnea és Bronte községekkel határos.

## Népesség
A település lakossága az elmúlt években az alábbi módon változott:
| Lakosok száma | 7533 | 7528 | 7594 |
|               | 2017 | 2018 | 2023 |